# Alchemist (Band)
Alchemist war eine australische Metal-Band. Die stilistische Entwicklung vollzog sich von Death Metal hin zu Progressive Metal, als Vorbild gilt die kanadische Metal-Band Voivod. Alchemist war nach Auflösung von Armoured Angel maßgeblich an der Veranstaltung des Festivals Metal for the Brain beteiligt.

## Bandgeschichte
Alchemist wurde 1987 von Adam Agius in Canberra als Highschool-Band gegründet. Agius stand damals unter dem Einfluss von Bands wie Metallica, Voivod oder Coroner, verbunden mit Stilelementen von Death Metal und Progressive Metal. Noch im Jahr der Gründung nahm Alchemist das erste Demo mit dem Titel Eternal Wedlock auf. Nach verschiedenen Wechseln wurde die Bandbesetzung 1989 mit Schlagzeuger Rodney Holder, 1990 mit Gitarrist Andrew Neridith und 1991 mit Bassist John Bray (ehemals Exceed) vervollständigt.
Im Jahr 1990 nahm die Band ihr zweites Demo auf, das im australischen Underground viel Beachtung fand. Es folgten 1991 ein weiteres Demo und eine Reihe von Konzerten mit Sadistik Exekution und Mortal Sin in Melbourne, Brisbane und Sydney. Im Herbst 1991 spielte Alchemist erstmals auf dem Metal-for-the-Brain-Festival in Canberra.
Den ersten Plattenvertrag schloss Alchemist 1991 mit dem österreichischen Independent-Label Lethal Records ab. 1992 verließ Gitarrist Andrew Neridith die Band und wurde durch Roy Torkington ersetzt. Von da an war die Band in dieser Besetzung aktiv. Das Quartett arbeitete an den Songs des Debütalbums Jar of Kingdom, das 1993 schließlich veröffentlicht wurde und überwiegend positive Resonanzen erfuhr. Es folgten etliche Shows als Vorband auf den Australien-Tourneen von Kreator, Pungent Stench, Fear Factory und Bolt Thrower. Die von Lethal Records zugesagte Europa-Tournee kam nicht zustande, und als das Label der Band auch die Produktionskosten des Debütalbums nicht erstattete, löste die Band den Plattenvertrag. Das 1994 aufgenommene Promotape führte schließlich zu einem Vertrag mit Shock Records für drei Tonträger. 1995 wurde Lunasphere veröffentlicht. Das Album fand in der australischen Metalszene große Beachtung und es folgte eine ausgedehnte Australientour.
1996 übernahm die Band die Organisation des australischen Metal-Festivals Metal for the Brain.
Das 1997er Album Spiritech kennzeichnete den ersten Höhepunkt in der Bandgeschichte. Es kombiniert progressiven Heavy Metal mit Synthesizern, Keyboardklängen und Samples, einige Songs des Albums wurden auf Triple J, einem Radiosender der Australian Broadcasting Corporation, gespielt und erschienen regelmäßig in den Playlists der Radioshow Full Metal Racket.
Die 1998 erschienene EP Eve of the War zollte dem australischen Komponisten Jeff Wayne und seinem Werk War of the World Tribut. Es enthält neben einer Coverversion von Eve of the War auch zwei Live-Aufnahmen, die während einer Show in der Gypsy Bar, Canberra, aufgenommen wurden. Um ihren Vertrag mit Shock Records, der drei Alben vorsah, zu erfüllen, wurde 1999 Jar of Kingdom wiederveröffentlicht. Die Veröffentlichung enthielt neben dem regulären Album die Songs des 1991er Demos. Wieder ohne Plattenvertrag, nahm Alchemist 1999 erneut ein Promotape auf.
Schließlich nahm Chatterbox Records die Band unter Vertrag und 2000 erschien Organasm. Dieses Album war das erste, das auch außerhalb Australiens veröffentlicht wurde, während alle vorhergehenden Alben nur als Import erhältlich waren. Distributor für Europa war das niederländische Label Displeased Records, Distributor für Nordamerika war Relapse Records. 2001 erschien Organasm dann auch in Nordamerika, sodass dieses Album als erstes auf allen wichtigen Musikmärkten außerhalb Australiens regulär veröffentlicht wurde.
Als persönlicher Höhepunkt der Musiker gilt die 2000er Australien-Tour als Vorband ihrer großen Vorbilder Voivod.
Das gesamte Jahr 2002 arbeitete die Band an den Songs zum neuen Album Austral Alien, das 2003 bei Chatterbox/Relapse erschien. Noch im selben Jahr stieg Nick Wall in die Bands ein, verantwortlich für die Live-Samples. Es folgten 2004 eine Australien- und eine Europa-Tour. Im Februar 2005 gehörte Alchemist zu den Preisträgern der Australian Heavy Metal Music Awards, Adam Agius wurde als bester Keyboarder ausgezeichnet und First Contact wurde zum besten Videoclip gewählt. 2006 erschien mit Embryonics 90-98 eine überwiegend für den Markt außerhalb Australiens gedachte Best-of-Zusammenstellung und das Metal-for-the-Brain-Festival fand das letzte Mal statt.
Das Songwriting zum 2007 erschienenen Album Tripsis nahm gute drei Jahre in Anspruch. Hauptgrund war der Wegzug von Schlagzeuger Rod Holder nach Brisbane, was das gemeinsame Songwriting und Proben ungemein erschwerte. Nach Veröffentlichung des Albums folgte im Jahr 2008 die erste Europa-Tour als Headliner, in deren Verlauf Nick Wall gefeuert wurde. 2009 schloss sich eine Australien-Tournee an, danach begann die Band mit dem Songwriting für das siebte Studioalbum. Weiterhin begannen Anfang 2010 die Arbeiten für eine neue EP. Mitte 2010 gab die Band auf ihrer Webseite bekannt, dass sie bis auf weiteres pausiert. Sänger Adam Agius gründete bereits im März 2010 gemeinsam mit Mark Palfreyman (ex-Alarum) die Gruppe The Levitation Hex und Gitarrist Roy Torkington gründete das Instrumentalmusik-Projekt Tranquilistics.

## Musikalische Entwicklung

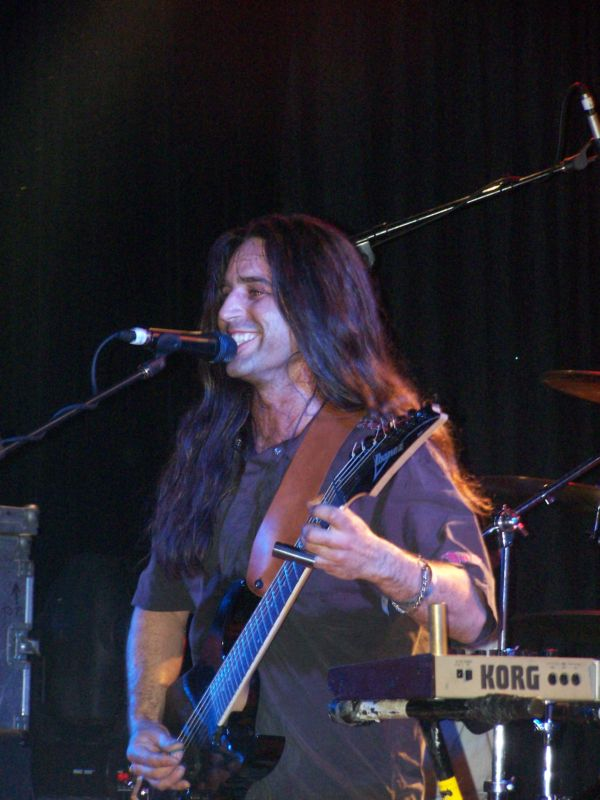
Adam Agius, Sänger der Band

Ursprünglich vom Death Metal der späten 1980er und frühen 1990er Jahre geprägt, konnte die erste Platte Jar of Kingdom grundsätzlich als Death-Metal-Album bezeichnet werden. Doch bereits zu dieser Zeit versuchte die Band, verschiedene extreme Spielarten des Heavy Metal mit anderen Stilen zu kombinieren. Auf Lunasphere fanden sich somit auch Elemente arabischer Folklore sowie erstmals Synthesizer. Schließlich erreichte die stilistische Wandlung der Band ihren ersten Höhepunkt mit Spiritech, einem Space-Metal-Album nach Spielart der kanadischen Band Voivod. Es waren kaum noch Elemente des Death Metal erkennbar, stattdessen dominierten progressive und psychedelische Ansätze, welche die Band mit fernöstlichen Melodien und der Musik der Aborigines kombinierte.
Diese unorthodoxe Mischung, für die neben Voivod auch Bands wie Rush oder Pink Floyd Pate gestanden haben, wurde auf Organasm und dem Nachfolger Austral Alien konsequent fortgeführt. Man bezeichnete den Stil auch als SciFi-Metal. Carsten Agthe vom Eclipsed sah die Band in diesem Stadium Tool näher als Katatonia, Amorphis und Opeth. Mit Tripsis fanden die Australier schließlich ihren eigenen Stil, dessen Wurzeln nach wie vor im Death Metal liegen, angereichert durch genrefremde Elemente wie Tribalrhythmen oder offene Akkorde und geprägt von einem bandtypischen Gitarrensound sowie dem hypnotischen Gesang von Adam Agius.

## Diskografie

### Alben und EPs
- 1993: Jar of Kingdom (Lethal Records)
- 1995: Lunasphere (Shock Records)
- 1997: Spiritech (Shock Records)
- 1998: Eve of the War (EP, Shock Records)
- 2000: Organasm (Chatterbox Records (Australien), Displeased Records (Europa), Relapse (USA))
- 2003: Austral Alien (Chatterbox Records (Australien), Relapse Records (außerhalb Australiens))
- 2006: Embryonics 90-98 (Kompilation, Chatterbox Records)
- 2007: Tripsis (Chatterbox Records (Australien), Relapse Records (außerhalb Australiens))

### Samplerbeiträge
- Garden of Eroticism auf Triple J: This Is Twelve (1995)
- Escape from the Black Hole auf Full Metal Racket (2000)
- Single-Sided auf Contaminated 4.0
- Alpha Capella Nova Vega auf KnuckleTracks Vol. 51 (2003)
- Single-Sided auf Contaminated 5.0 (2003, Relapse Records)
- Alpha Capella Nova Vega auf Metal Hammer: September 2003 (2003)
- First Contact auf Contaminated VI (2004)
- Chinese Whispers auf Relapse Records Sampler (2006)
- Solarburn auf Psychosonic! Vol. 47